# 채즈 러마 셰퍼드
채즈 러마 셰퍼드(영어: Chaz Lamar Shepherd, 1977년 10월 26일 ~ )는 미국의 배우, 싱어송라이터이다.

## 출연 작품

### 영화
- 심야의 추적 (1993, Survive the Night)
- 피그 테일 (1995, A Pig's Tale)
- 너티 프로페서 (1996)
- 셋 잇 오프 (1996)
- Woman Thou Art Loosed (2004)

### 텔레비전
- 제7의 천국 (1996-2001)
- The Temptations (1998)
- The Game (2006-07, 2012)